# Gliese 13
Gliese 13 is een type G hoofdreeksster in het sterrenbeeld Phoenix op 95,89 lichtjaar van de Zon. De ster is ongeveer 7,6 miljard jaar oud.